# Randuputih
Randuputih is een bestuurslaag in het regentschap Probolinggo van de provincie Oost-Java, Indonesië. Randuputih telt 3511 inwoners (volkstelling 2010).